# Parapelecopsis susannae
Parapelecopsis susannae es una especie de araña araneomorfa del género Parapelecopsis, familia Linyphiidae. Fue descrita científicamente por Simon en 1915.
Se distribuye por Portugal, Francia y Gran Bretaña. El cuerpo del macho mide aproximadamente 1,2-1,4 milímetros de longitud y el de la hembra 1,4-1,9 milímetros.